# Mike Stevens
Michael Stevens (* 30. Dezember 1965 in Kitchener, Ontario) ist ein ehemaliger kanadischer Eishockeyspieler, der für die Vancouver Canucks, Boston Bruins, New York Islanders und Toronto Maple Leafs in der National Hockey League sowie vor allem für die Adler Mannheim in der Deutschen Eishockey Liga spielte. Er ist der Bruder von Scott Stevens.

## Karriere
Der 1,82 m große Flügelstürmer begann seine Karriere bei den Kitchener Rangers in der kanadischen Juniorenliga OHL, bevor er beim NHL Entry Draft 1984 als 58. in der dritten Runde von den Canucks ausgewählt (gedraftet) wurde.
Obwohl der Linksschütze schon in seiner ersten Profisaison sechsmal für das Franchise aus Vancouver auf dem Eis stand, gelang ihm der Durchbruch bei keiner seiner NHL-Stationen. Bis 1990 absolvierte er nur 23 NHL-Partien und erzielte dabei ein Tor und vier Assists. Später kam er, wie auch schon die meiste Zeit zuvor, nur noch bei verschiedenen Farmteams der NHL-Clubs zum Einsatz. Stevens wichtigste Stationen in den tiefklassigeren Ligen in dieser Zeit waren die Fredericton Express, die Springfield Indians, die Newmarket Saints und die Binghamton Rangers aus der AHL sowie die Cincinnati Cyclones und die Cleveland Lumberjacks aus der IHL.
Zur Saison 1997/98 wechselte der Kanadier nach Deutschland in die DEL zu den Schwenninger Wild Wings. In seiner ersten Spielzeit absolvierte er 50 Partien für die Schwarzwälder, verließ diese aber zum Saisonende in Richtung des Meisters Adler Mannheim. 1999 wurden die Adler zum dritten Mal in Folge Deutscher Meister, für Stevens selbst war es die erste Meisterschaft. Der Kanadier spielte insgesamt vier Spielzeiten in Mannheim und wurde 2001 nochmals Deutscher Meister, bevor er 2002 zu den Hamburg Freezers wechselte. Nach einem Jahr in der Hansestadt unterschrieb der Kanadier einen Vertrag beim ERC Ingolstadt, wo er seine Karriere nach der Saison 2003/04 beendete.
Mike ist der jüngere Bruder von Scott Stevens, der in seiner aktiven Zeit 1.635 NHL-Spiele absolvierte und unter anderem Kapitän der New Jersey Devils war.

## Karrierestatistik
(Legende zur Spielerstatistik: Sp oder GP = absolvierte Spiele; T oder G = erzielte Tore; V oder A = erzielte Assists; Pkt oder Pts = erzielte Scorerpunkte; SM oder PIM = erhaltene Strafminuten; +/− = Plus/Minus-Bilanz; PP = erzielte Überzahltore; SH = erzielte Unterzahltore; GW = erzielte Siegtore; 1 Play-downs/Relegation; Kursiv: Statistik nicht vollständig)